# Horst von Buttlar
Horst von Buttlar (eigentl. Horst Wolfgang Michael Freiherr Treusch von Buttlar-Brandenfels; * 21. September 1975 in Hamburg) ist ein deutscher Journalist und Chefredakteur der Zeitschrift Wirtschaftswoche.

## Leben
Von Buttlar wurde als Sohn des Rechtsanwalts Horst von Buttlar und der Oberstudienrätin Luise-Henriette von Buttlar, geb. von Bandemer in Hamburg geboren. Nach seinem Abitur absolvierte von Buttlar ein Akademisches Jahr in St. Augustine, Florida/USA. Von 1996 bis 2002 studierte er Slawistik, Geschichte und Politologie an der Ruprecht-Karls-Universität Heidelberg (Zwischenprüfung), der Staatlichen Universität Sankt Petersburg und der Humboldt-Universität zu Berlin (Abschluss mit M.A.). Neben dem Studium arbeitete er bei verschiedenen Lokalzeitungen und beim Hörfunk.
Von November 2002 bis Februar 2004 absolvierte er die Deutsche Journalistenschule in München. Von Januar 2004 an war er freier Mitarbeiter der Frankfurter Rundschau.
Im September 2004 ging er zur Financial Times Deutschland (FTD), wo er zunächst Redakteur im Kommentarteam war. Ab 2007 leitete er das Team Agenda/Reportagen. 2009 wurde er stellvertretender Ressortleiter Agenda der Gruner + Jahr Wirtschaftsmedien (FTD, Capital, impulse), 2010 Ressortleiter. Von Juni 2013 an war von Buttlar Chefredakteur des Wirtschaftsmagazins Capital und setzte in dieser Zeit unter dem Motto „Wirtschaft ist Gesellschaft“ einen Relaunch um. Seit 2021 war er zudem Leiter des Hauptstadtbüros von Stern, Capital und Business Punk sowie stellvertretender Chefredakteur des Stern. In dieser Funktion schrieb er regelmäßig eine Kolumne im Stern. Seine Berufung war laut dem Branchenportal Meedia „hoch umstritten“, Anfang 2023 beendete er alle Tätigkeiten für Gruner + Jahr und wechselte zur Wirtschaftswoche.
2011 war er Bucerius Fellow an der Harvard University in Cambridge/USA. Er ist Mitglied des Kuratoriums der Johanna-Quandt-Stiftung. Er ist der Herausgeber des Buches Meine erste Million: 50 Unternehmer sprechen über das Geheimnis ihres Erfolgs, das 2018 im Heyne Verlag erschien.
Während der Covid-19-Pandemie führte er Interviews auf dem Podcast Die Stunde Null – Deutschlands Weg aus der Krise.
Im Januar 2023 wurde berichtet, dass von Buttlar zur Wirtschaftswoche wechselt. Seit dem 1. März 2023 ist er dort als Chefredakteur tätig.

## Schriften (Auswahl)
- Das grüne Jahrzehnt: Countdown bis 2030 – Wie die Klimakrise die Wirtschaft revolutioniert. Penguin Verlag 2022, ISBN 978-3-328-60256-9.[9]

## Auszeichnungen
- 1997: Würth-Literaturpreis
- 2005: Theodor-Wolff-Preis des Bundesverbandes Deutscher Zeitungsverleger in der Kategorie Leitartikel/Kommentar/Essay.[10]
- 2007 und 2008: „Herausragende Leistung“ beim Axel-Springer-Preis
- 2008: Herbert Quandt Medien-Preis der Johanna-Quandt-Stiftung